# 张伯靖
张伯靖，唐朝元和年间溪峒起事首领，辰溆（今湖南西部）人。
唐宪宗元和六年（811年），今湘西、桂北、黔东、川东一带连年遭受严重水灾。十二月，黔州观察使窦群强征溪峒百姓修筑城郭，督役甚急，激起辰州（治沅陵县）、叙州（治龙标，今洪江市西南黔城）、锦州（今凤凰县一带）蛮族百姓强烈不满。在其首领张伯靖率众暴动。播州苗民。义军击杀长史，攻陷辰、锦等州，并一度攻入今贵州东北部、四川南部的播州（今遵义市）、费州（今德江县）二州，当地蛮族纷起响应，声势浩大。元和八年（813年）三月至八月，宪宗派遣黔中经略使崔能、荆南节度使潘孟阳、严绶、湖南观察使柳公绰分三路，调集庸蜀、荆汉、南粤、东瓯驻军进击。张伯靖据险相抗，击败前往镇压的大军。张伯靖自度不敌，被湖南观察使柳公绰招抚，授右威卫翊府中郎将、归州司马。